# مونته‌اودوریسیو
مونته‌اودوریسیو (به ایتالیایی: Monteodorisio) یک کومونه در ایتالیا است که در استان کییتی واقع شده‌است.

## خصوصیات
مونته‌اودوریسیو ۲۵ کیلومترمربع مساحت و ۲٬۴۷۵ نفر جمعیت دارد و ۳۱۵ متر بالاتر از سطح دریا واقع شده‌است.